# Gunnel Wadner
Gunnel Hilda Maria Wadner, född 8 januari 1921 i Katarina församling, Stockholm, död 16 augusti 2008 i Stockholm, var en svensk skådespelerska.
Hon är begravd på Skogskyrkogården i Stockholm.

## Filmografi i urval
- 1939 – Rena rama sanningen
- 1940 – Blyge Anton
- 1941 – Magistrarna på sommarlov
- 1942 – Stinsen på Lyckås
- 1942 – En trallande jänta
- 1942 – En äventyrare
- 1942 – I gult och blått
- 1942 – Lyckan kommer
- 1942 – Halta Lottas krog
- 1943 – Anna Lans
- 1943 – Jag dräpte
- 1943 – En melodi om våren
- 1943 – Hans Majestäts rival
- 1943 – Aktören
- 1944 – Vi behöver varann
- 1944 – Flickan och Djävulen
- 1944 – Örnungar
- 1944 – Prins Gustaf
- 1947 – 91:an Karlssons permis
- 1948 – Loffe på luffen
- 1948 – Kärlek, solsken och sång
- 1948 – Soldat Bom
- 1948 – Loffe som miljonär
- 1948 – Synd
- 1949 – Hur tokigt som helst
- 1949 – Lattjo med Boccaccio
- 1950 – Loffe blir polis
- 1950 – Min syster och jag
- 1950 – Stjärnsmäll i Frukostklubben
- 1950 – Pimpernel Svensson
- 1951 – Sköna Helena
- 1952 – När syrenerna blomma
- 1953 – Vägen till Klockrike
- 1954 – Östermans testamente
- 1954 – Aldrig med min kofot eller Drömtjuven
- 1955 – Resa i natten
- 1956 – Sjunde himlen
- 1956 – Där möllorna gå...
- 1968 – Vindingevals
- 1968 – I huvet på en gammal gubbe
- 1969 – Skottet
- 1972 – Firmafesten
- 1972 – Anderssonskans Kalle
- 1973 – Anderssonskans Kalle i busform
- 1973 – Bröllopet
- 1973 – Stenansiktet
- 1974 – Thriller – en grym film
- 1974 – Rännstensungar
- 1976 – Polare
- 1976 – Mannen på taket
- 1977 – Ärliga blå ögon (TV-serie)
- 1977 – 91:an och generalernas fnatt
- 1977 – Mackan
- 1978 – Bomsalva
- 1980 – Dubbelstötarna (TV-serie)
- 1982 – Dubbelsvindlarna (TV-serie)

## Teater

### Roller
| År   | Roll        | Produktion                                             | Regi           | Teater                      |
| ---- | ----------- | ------------------------------------------------------ | -------------- | --------------------------- |
| 1947 | Medverkande | Alltid pippi, revy Stig Bergendorff och Gösta Bernhard | Gösta Terserus | Casinoteatern               |
| 1950 |             | Julia i farten Sigge Fischer                           | Sigge Fischer  | Tantolundens friluftsteater |

## Radioteater

### Roller
| År   | Roll           | Produktion                   | Regi          |
| ---- | -------------- | ---------------------------- | ------------- |
| 1957 | Sjuksköterskan | Grönt för mord Folke Mellvig | Arne Mattsson |

### Fotnoter
1. ↑  ”Gunnel Wadner”. Svensk Filmdatabas. http://sfi.se/sv/svensk-filmdatabas/Item/?type=PERSON&itemid=61416&ref=%2ftemplates%2fSwedishFilmSearchResult.aspx%3fid%3d1225%26epslanguage%3dsv%26searchword%3dgunnel+wadner%26type%3dPerson%26match%3dBegin%26page%3d1%26prom%3dFalse. Läst 15 augusti 2012.
2. ↑  Lbk (4 september 1947). ”Teater Musik Film: 'Alltid pippi' på Casinoteatern”. Dagens Nyheter:  s. 9. https://arkivet.dn.se/tidning/1947-09-04/238/9. Läst 13 september 2020.
3. ↑  ”Teaterannons”. Dagens Nyheter:  s. 27. 14 juni 1950. http://arkivet.dn.se/arkivet/tidning/1950-06-14/157/27. Läst 15 februari 2016.
4. ↑  ”Radioprogrammet”. Dagens Nyheter:  s. 24. 12 juli 1957. https://arkivet.dn.se/tidning/1957-07-12/186/24. Läst 19 december 2021.